# طاهر صلاحوف
طاهر صلاحوف (ترکی آذربایجانی: Tahir Teymur oğlu Salahov (زادهٔ ۲۹ نوامبر ۱۹۲۸ – درگذشتهٔ ۲۱ مهٔ ۲۰۲۱) نقاش مشهور آذربایجانی و از پیشگامان سبک سخت در هنر نقاشی و نیز «هنر کمونیستی» محسوب می‌شد. او اولین دبیر «اتحادیه نقاشان شوروی» (۱۹۷۳ تا ۱۹۹۲)، قائم مقام آکادمی امپریال هنر روسیه، و عضو بالغ بر ۲۰ فرهنگستان و سازمان خلاق جهانی از جمله آکادمی‌های هنر آلمان، اسپانیا، فرانسه، اتریش و غیره… بود.

## زندگی‌نامه
طاهر صلاحوف ۲۹ نوامبر ۱۹۲۸ در باکو در آذربایجان شوروی زاده شد. پدر او یکی از قربانیان پاکسازی بزرگ ژوزف استالین در اواخر دهه ۱۹۳۰ بود، که در سال ۱۹۳۷ بازداشت و پس از مدتی کوتاه به اعدام محکوم شد. مادر وی، خانم «سنا»، کودکان خود را به تنهایی بزرگ و تربیت کرد و این خانواده تا مرگ استالین در سال ۱۹۵۶ در بی‌خبری از سرنوشت مرد خانواده به سر برد.
طاهر صلاحوف دانش‌آموخته مدرسه موسیقی عظیم عظیم زاده (۱۹۴۵–۱۹۵۰) و مدرسه نقاشی، مجسمه‌سازی و معماری مسکو (۱۹۵۱–۵۷) است. او خیلی زود سرشناس شد. پایان‌نامه طاهر صلاحوف تحت عنوان «تغییر تمام شده‌است» در سال ۱۹۵۷ در نمایشگاه سراسری شوروی در مسکو به نمایش گذاشته و مورد استقبال مردم و منتقدان قرار گرفت. طاهر صلاحوف به زودی به نماینده برجسته و پیشتاز «سبک سخت»، جریان نوینی در هنر شوروی در دهه ۱۹۶۰، تبدیل شد؛ جریانی که هدف آن شکل‌دهی دیدگاه سخت، تبلیغاتی و واقع‌بینانه ای نسبت به حقاقق دوره ژوزف استالین بود، که تطهیر شده بود.

## نقاشی
از آثار ممتاز طاهر صلاحوف می‌توان تصویرگریهای او دربارهٔ زندگی و کار کارگران نفتی باکو (به عنوان مثال، «تعمیرکار» که از سال ۱۹۶۱ در موزه ملی هنر جمهوری آذربایجان به نمایش گذاشته‌شده)، همچنین تک‌چهرههایش نظیر پرتره قارا قارایف (۱۹۶۰، نگارخانه ترتیاکوف، مسکو)، آهنگ‌ساز شهیر آذربایجانی، و دمیتری شوستاکوویچ (۱۹۷۶، نگارخانه ترتیاکوف، مسکو)، آهنگساز روس دورهٔ شوروی، نام برد. این نقاش آذربایجانی، در تخته‌رنگ خود بیشتر رنگ‌های سرخ، مشکی، خاکستری روشن و تیره می‌چید.
آثار بعدی او از نظر محتوایش آرام‌تر و متفاوت تر و تأثیرات سبک و سیاق‌های شرقی بر آن‌ها هوایدا بود، به‌ویژه در اثر «نوه دان» (۱۹۸۳، موزه ملی هنر جمهوری آذربایجان) که در آن ترکیب و رنگ آمیزی از ریتم‌های جاری مینیاتورهای قرون وسطایی شرقی پیروی می‌کند. بسیاری از آثار موفق طاهر صلاحوف از احساسات و برداشت‌های او از کشورهای خارجی اثر پذیرفته‌اند. در سال ۱۹۷۹، نمایشگاه‌های آثار وی در شهر توکیوی ژاپن و شهر پراگ جمهوری چک برگزار شد.
طاهر صلاحوف در سال ۱۹۸۸ به عضویت حضوری فرهنگستان نقاشی قرقیزستان و غیرحضوری آکادمی هنرهای زیبای سان فرناندوی کشور اسپانیا درآمد.
در کنار فعالیت‌های هنری، طاهر صلاحوف به دوره ۸ شورای عالی شوروی بین سال‌های ۱۹۷۰ تا ۱۹۷۴ راه یافت. او دوباره در سال ۱۹۸۰ نمینده شورای عالی شوروی انتخاب شد.

## خانواده
طاهر صلاحوف در سال ۱۹۷۴ به عقد «وانستا قارایعقوبوا» درآمد، که حاصل این ازدواج سه فرزند دحتر به نام‌های «لارا صلاحوفا»، «آلاگوز صلاحوفا» و آیدان صلاحوفا ست؛ ولی بعد از مدتی این زوج از یکدیگر طلاق گرفته و طاهر صلاحوف با «واروارا صلاحوفا» عقد کرد، که حاصل این ازدواج یک فرزند پسر به اسم «ایوان» است.
طاهر صلاحوف هم‌انکون در مسکو، پایتخت روسیه، زندگی می‌کند.

## نشان‌ها و جزایز
- قهرمان کار سوسیالیستی شوروی (۱۹۸۹)
- نشان لیاقت میهن‌پرستی (درجه دو، ۲۰۰۳)
- نشان لیاقت میهن‌پرستی (درجه سه، ۱۹۹۸)
- نشان لنین (۱۹۸۹)
- نشان انقلاب اکتبر (۱۹۷۶)
- نشان پرچم سرخ کار (۱۹۷۱)
- نشان دوستی خلق (۱۹۸۲)
- جایزه هنرمند مردمی اتحاد جماهیر شوروی (۱۹۷۳)
- جایزه دولتی اتحاد شوروی (۱۹۶۸- در پاس ترسیم تک‌چهره قارا قارایف)
- نشان استقلال جمهوری آذربایجان
- نشان حیدر علی‌اف
- نشان ادبیات و هنر کشور فرانسه
- نشان شهرت جمهوری آذربایجان (درجه سه)
- نشان لژیون دونور فرانسه
- نشان دوستی روسیه